# Universität Potsdam
Universität Potsdam (UP) er et offentligt universitet i Potsdam, Brandenburg. Med godt 20.000 studerende er Universität Potsdam det største universitet i Brandenburg og det fjerdestørste i Stor-Berlin. Hovedparten af universitetet er placeret i tre områder i Potsdam. Nogle af universitets bygninger er en del af Neues Palais, der er en del af Sanssouci, der er optaget på UNESCOs verdensarvsliste.
Universitetet blev grundlagt i 1991 kort efter Tysklands genforening som en videreførelse af DDR's Brandenburgischen Landeshochschule Potsdam (BLH), der selv var en videreførelse af den i 1948 grundlagte Pädagogische Hochschule Karl Liebknecht.